# Tetradynamia

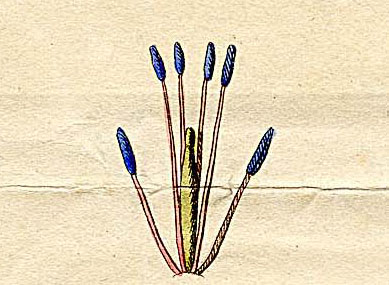
Tetradynamia

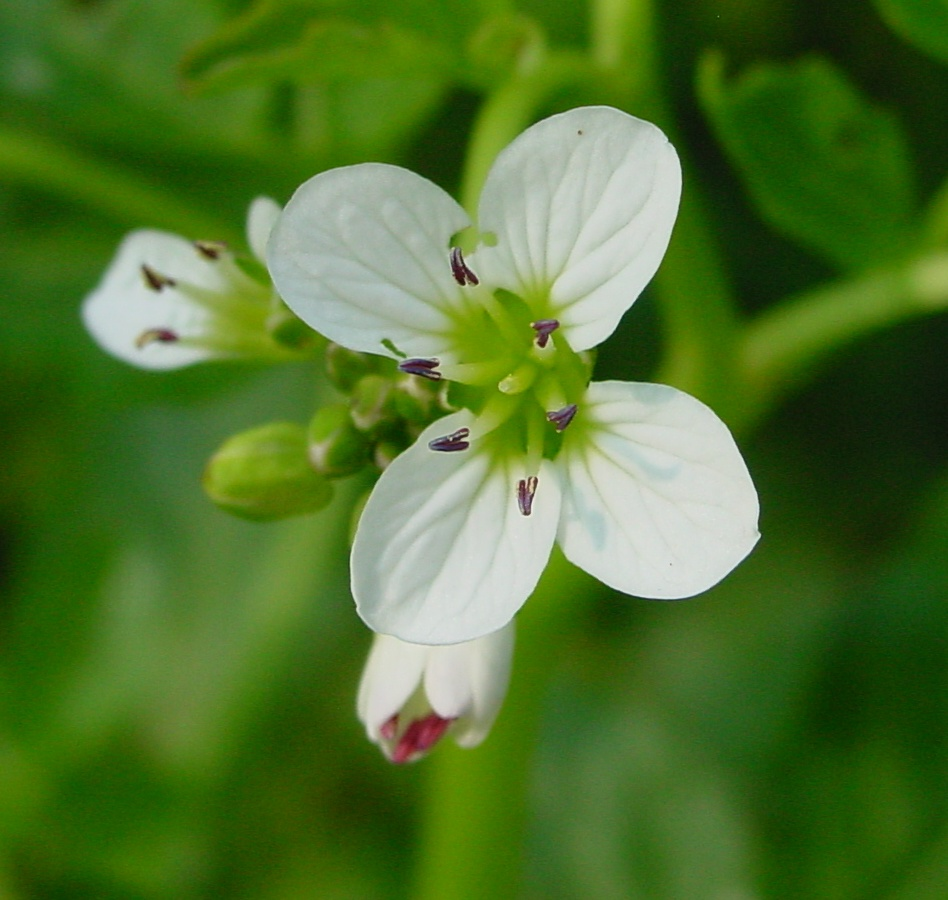
Cardamine amara

Em botânica, tetradynamia  é uma classe de plantas segundo o sistema de Linné.  Apresentam flores hermafroditas com seis estames livres, sendo quatro maiores e dois menores.
As ordens e os gêneros que constituem esta classe são:
Ordem 1. Siliculosa (formam frutos secos deiscentes do tipo silícula)
Gêneros: Myagrum, Vella, Anastatica, Subularia, Draba, Lepidium, Thlaspi, Cochlearia, Iberis, Alyssum, Clypeola, Biscutella, Lunaria
Ordem 2. Siliquosa (formam frutos secos deiscentes do tipo síliqua)
Gêneros: Dentaria, Cardamine, Sisymbrium, Erysimum, Cheiranthus, Hesperis, Arabis, Turritis, Brassica, Sinapis, Raphanus, Bunias, Isatis, Crambe, Cleome